# Stefan Luitz
Stefan Luitz, né le 26 mars 1992 à Bolsterlang, est un skieur alpin allemand qui a commencé sa carrière en 2007. Considéré comme un grand espoir du ski alpin allemand, il a pris part à quatre éditions des championnats du monde juniors entre 2009 et 2012, remportant une médaille d'argent en slalom géant en 2010 aux Houches (France). En coupe du monde, il compte huit podiums, dont une victoire, tous en slalom géant. 

## Biographie
Stefan Luitz a découvert le ski à l'âge de trois ans. Actuellement employé de l'armée allemande, il forme avec Felix Neureuther et Fritz Dopfer un trio allemand spécialiste des disciplines techniques.
Stefan Luitz a participé à quatre éditions des Championnats du monde juniors entre 2009 et 2012. Il y a remporté une seule médaille : l'argent en slalom géant en 2010 derrière le Français Mathieu Faivre.
Le 9 décembre 2012 à Val d'Isère, il crée la surprise en montant sur son premier podium de coupe du monde à l'âge de 20 ans, terminant deuxième derrière l'Autrichien Marcel Hirscher avec le dossard 35 grâce au meilleur temps de la seconde manche.
Il participe aux Jeux olympiques d'hiver de 2014, mais ne termine pas le slalom et est disqualifié sur le slalom géant.
Sa saison 2017-2018 s'arrête en décembre à Alta Badia où il est victime en première manche d'une rupture du ligament antérieur croisé du genou gauche sans chuter. Pour son retour, un an plus tard, lors du deuxième slalom géant de l'hiver 2018-2019 disputé à Beaver Creek, Stefan Luitz réalise le meilleur temps de la première manche puis résiste à Marcel Hirscher sur le deuxième tracé et s'impose avec une avance de 14/100e de seconde sur le septuple vainqueur de la coupe du monde. Mais le skieur allemand a utilisé un masque à oxygène entre les deux manches, ce qui est interdit par le règlement de la FIS qui le disqualifie le 10 janvier 2019, donnant la victoire à Hirscher. Après appel, le TAS lui rend cette victoire le 15 mars

## Palmarès

### Jeux olympiques d'hiver
| Épreuve / Édition | Sotchi 2014 |
| Slalom géant      | disqualifié |
| Slalom            | abandon     |

### Championnats du monde
| Épreuve / Édition          | Descente | Super G | Slalom géant | Slalom  | Combiné | Par équipe |
| Mondiaux 2011 Garmisch     | -        | -       | 29e          | Abandon | -       | -          |
| Mondiaux 2013 Schladming   | -        | -       | Abandon      | 21e     | -       | -          |
| Mondiaux 2015 Beaver Creek | -        | -       |              | 20e     | -       | -          |
| Mondiaux 2017 Saint-Moritz | -        | -       | 28e          | 14e     | -       | -          |
| Mondiaux 2019 Åre          | -        | -       | -            | Abandon | -       | -          |
| Mondiaux 2021 Cortina      | -        | -       | -            | -       | -       | Bronze     |

- — : Stefan Luitz n'a pas participé à cette épreuve

### Coupe du monde
- Meilleur classement général : 23e en 2017.
- 8 podiums dont 1 victoire (tous en géant).
- 2 podiums par équipes.

#### Différents classements en coupe du monde
| Saison / Épreuve | Saison / Épreuve | Général | Général | Descente | Descente | Slalom | Slalom | Slalom géant | Slalom géant | Super G | Super G | Combiné | Combiné |
| ---------------- | ---------------- | ------- | ------- | -------- | -------- | ------ | ------ | ------------ | ------------ | ------- | ------- | ------- | ------- |
| Saison / Épreuve | Saison / Épreuve | Class.  | Points  | Class.   | Points   | Class. | Points | Class.       | Points       | Class.  | Points  | Class.  | Points  |
| 2012             | 2012             | 147e    | 2       | -        | -        | -      | -      | 50e          | 2            | -       | -       | -       | -       |
| 2013             | 2013             | 65e     | 100     | -        | -        | -      | -      | 20e          | 100          | -       | -       | -       | -       |
| 2014             | 2014             | 47e     | 154     | -        | -        | -      | -      | 13e          | 154          | -       | -       | -       | -       |
| 2015             | 2015             | 68e     | 88      | -        | -        | -      | -      | 20e          | 88           | -       | -       | -       | -       |
| 2016             | 2016             | 38e     | 248     | -        | -        | 45e    | 13     | 9e           | 235          | -       | -       | -       | -       |
| 2017             | 2017             | 23e     | 338     | -        | -        | 33e    | 57     | 7e           | 281          | -       | -       | -       | -       |
| 2018             | 2018             | 50e     | 140     | -        | -        | -      | -      | 13e          | 140          | -       | -       | -       | -       |
| 2019             | 2019             | 42e     | 207     | -        | -        | -      | -      | 11e          | 207          | -       | -       | -       | -       |

#### Détail des victoires
| Saison / Épreuve | Slalom géant | Total |
| 2019             | Beaver Creek | 1     |
| Total            | 1            | 1     |

### Championnats du monde junior
Stefan Luitz a participé à quatre éditions des Championnats du monde juniors entre 2009 et 2012. Il y a remporté une seule médaille : l'argent en slalom géant en 2010 derrière le Français Mathieu Faivre.
| Épreuve / Édition           | Descente                         | Super G                          | Géant             | Slalom  | Combiné                          |
| Mondiaux 2009 Garmisch      | Épreuve inexistante à cette date | Épreuve inexistante à cette date | Abandon           | 30e     | Épreuve inexistante à cette date |
| Mondiaux 2010 Mont Blanc    | Épreuve inexistante à cette date | Épreuve inexistante à cette date | Médaille d'argent | Abandon | Épreuve inexistante à cette date |
| Mondiaux 2011 Crans-Montana | 52e                              | 34e                              | 8e                | Abandon | Épreuve inexistante à cette date |
| Mondiaux 2012 Roccaraso     | Épreuve inexistante à cette date | Épreuve inexistante à cette date | 8e                | Abandon | Épreuve inexistante à cette date |

### Coupe d'Europe
- 2e du classement général en 2012.
- 2 victoires (1 en slalom et 1 en slalom géant).

### Festival olympique de la jeunesse européenne
- Szczyrk 2009 :

 Médaille d'argent en slalom géant.

### Championnats d'Allemagne
- Champion de super combiné en 2012.